# Fiumedinisi
Fiumedinisi är en ort och kommun i storstadsregionen Messina, innan 2015 i provinsen Messina, i regionen Sicilien i sydvästra Italien. Kommunen hade 1 375 invånare (2017).